# St. Johannes der Täufer (Sömmersdorf)

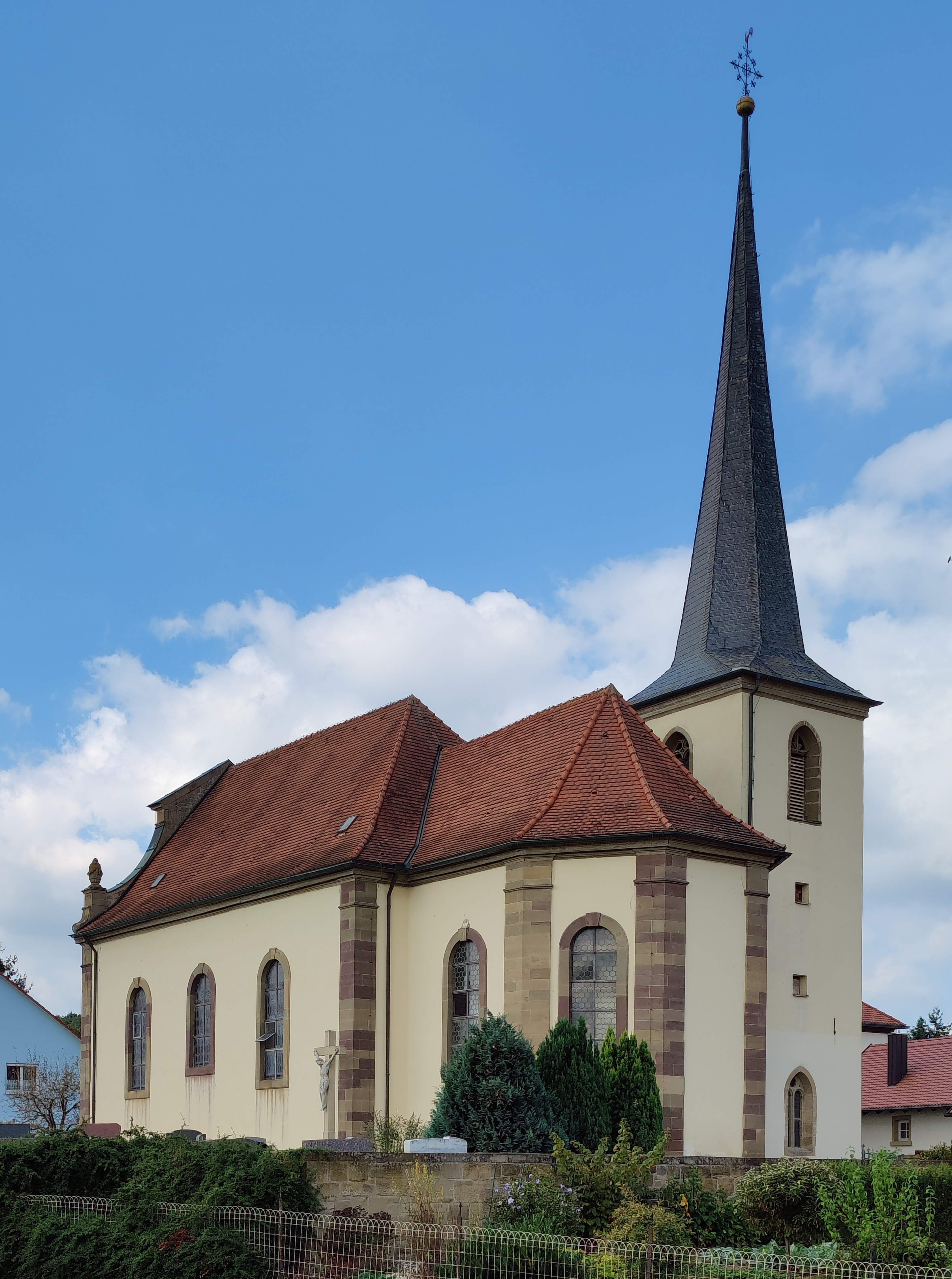
Die Kirche in Sömmersdorf

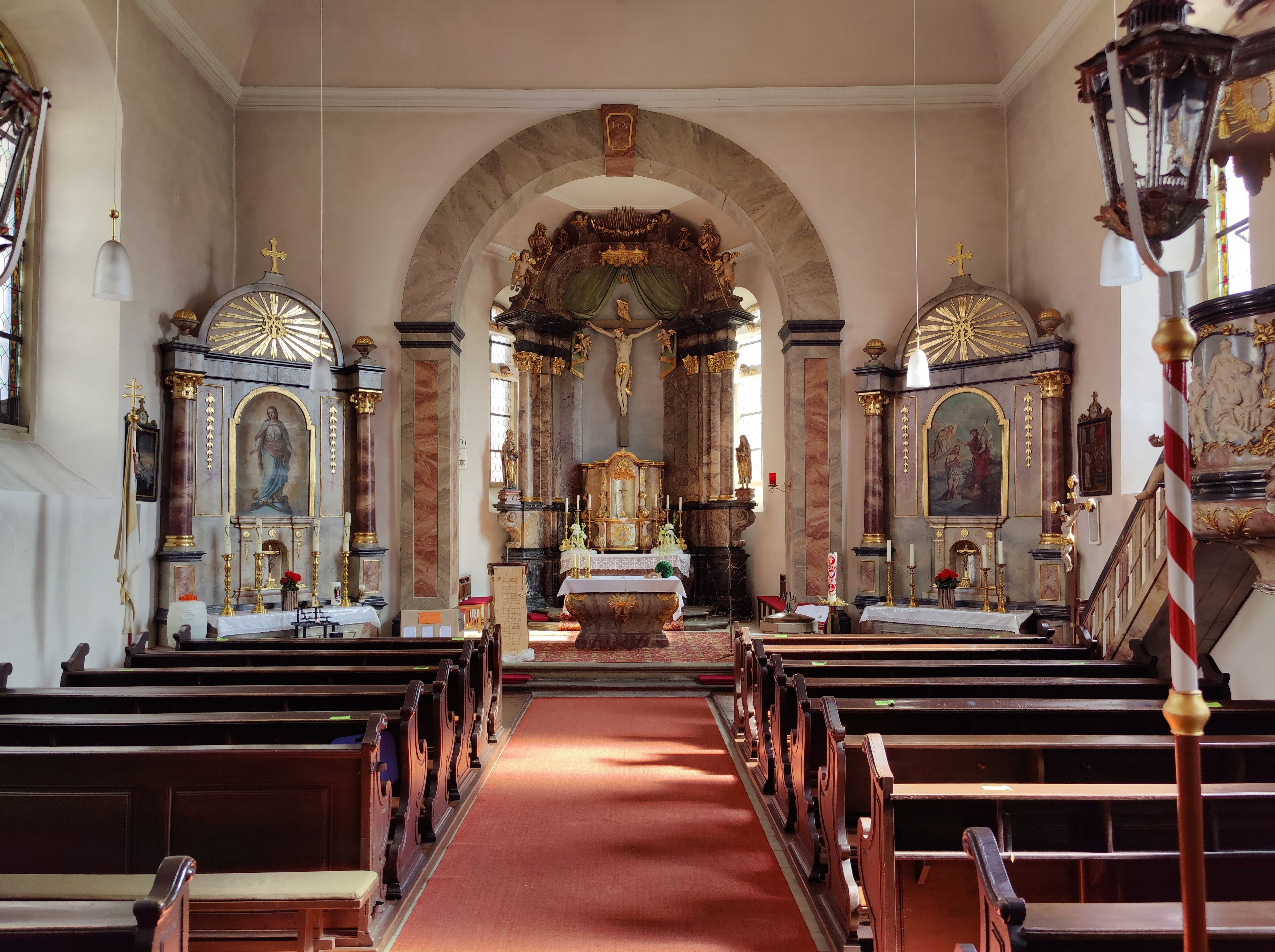
Innenraum der Kirche

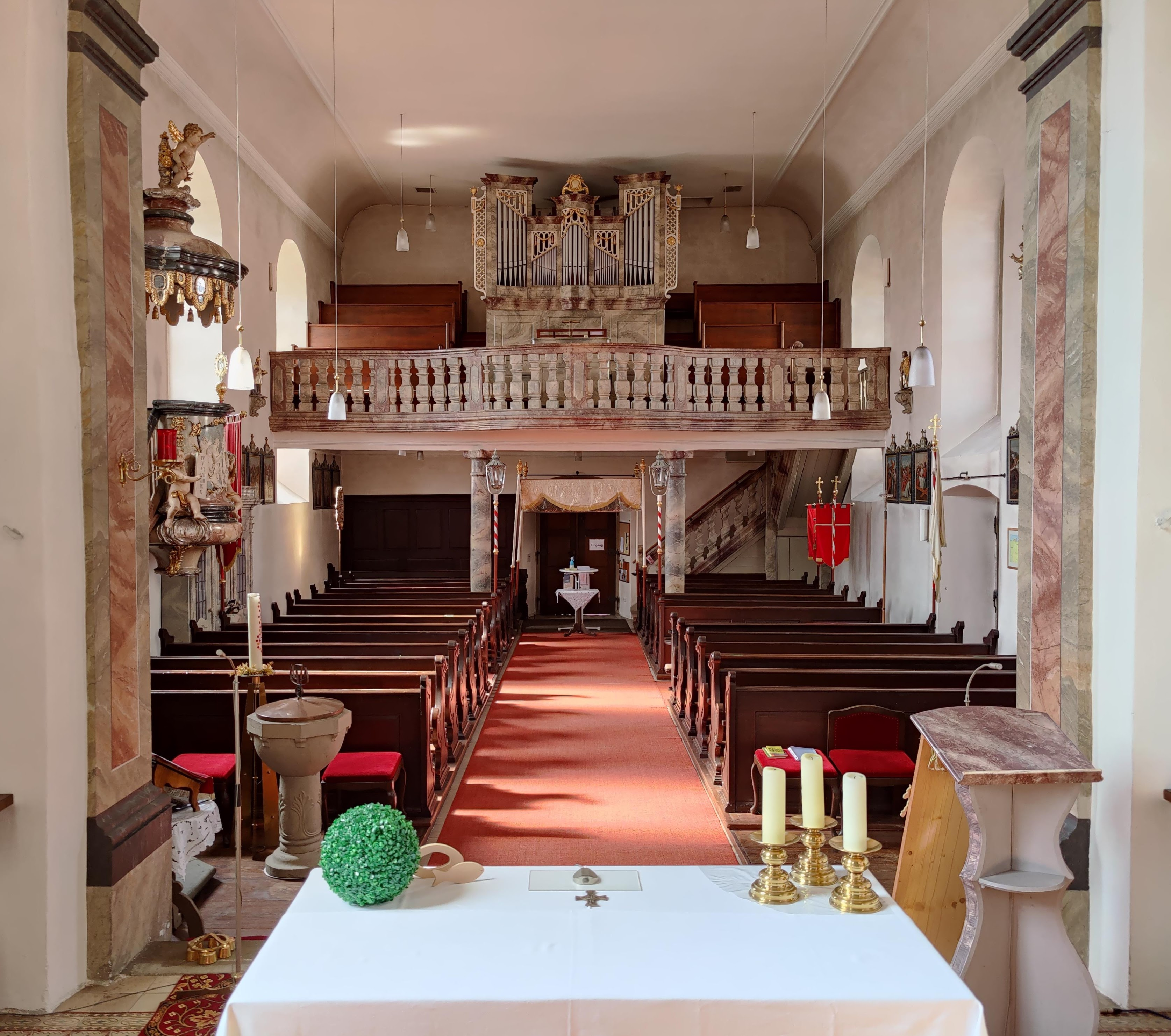
Innenraum, Blick zur Orgel

Die römisch-katholische Kirche St. Johannes der Täufer ist die Dorfkirche von Sömmersdorf, einem Ortsteil von Euerbach im unterfränkischen Landkreis Schweinfurt. Sie gehört zu den Baudenkmälern von Euerbach und ist zusammen mit den zwei Steinkreuzen in der Nordfassade des Turms und dem Friedhofskreuz unter der Nummer D-6-78-128-19 in der Bayerischen Denkmalliste registriert.

## Geschichte
Die ursprüngliche Mutterpfarrei von Sömmersdorf, Brebersdorf, besteht seit 1479. Im Jahr 1588 wurde der Turm errichtet. Er hat das für den Stil Julius Echters typische Spitzdach. In den Jahren 1795 bis 1796 (Jahreszahl der Fertigstellung an der Westseite) entstanden das Langhaus und der Chor. Seit 1933 führt das Dorf die in Unterfranken einmaligen Passionsspiele auf.

## Beschreibung
Der Hochaltar im Stil des Rokoko stammt aus der Kirche St. Michael in Würzburg. Er datiert aus dem Jahr 1775. Über dem Tabernakel befindet sich ein großes Kruzifix. Am rechten Seitenaltar sieht man ein Gemälde der Taufe Jesu im Jordan, am linken eines der Muttergottes. An der Kanzel, ebenfalls 1775 im Stil Materno Bossis gefertigt, befindet sich ein Relief der vier Evangelisten. In der Kirche sind auch spätgotische Holzfiguren der Heiligen Vitus und Nikolaus aus der Zeit um 1510 zu sehen. 

## Orgel
Die Orgel wurde von der Firma Steinmeyer aus Oettingen installiert und trägt deren Werksnummer 512. Ursprünglich wurde sie für die Vorgängerkirche von St. Johannes in Haidhausen gebaut, 1912 in eine neue Kirche umgesetzt und 1920 in Sömmersdorf aufgestellt. Das Instrument verfügt über 15 Register auf zwei Manualen und Pedal. Die Disposition lautet wie folgt:
| I Manual C–f3  |       |
| Bourdon        | 16′   |
| Principal      | 8′    |
| Viola di Gamba | 8′    |
| Tibia          | 8′    |
| Octav          | 4′    |
| Flöte          | 4′    |
| Octav          | 2′    |
| Mixtur IV      | 2 ⁄3′ |

| II Manual C–f3   |    |
| Geigen Principal | 8′ |
| Lieblich Gedeckt | 8′ |
| Salicional       | 8′ |
| Fugara           | 4′ |

| Pedal C–d1 |     |
| Subbass    | 16′ |
| Violon     | 16′ |
| Octavbass  | 8′  |

- Koppeln: II/I, I/P, II/P